# とっても優しいあまえちゃん!
『とっても優しいあまえちゃん！』（とってもやさしいあまえちゃん）は、ちるとによる日本の漫画作品。KADOKAWAが配信する『ドラドラドラゴンエイジ』にて、2017年3月から2018年5月25日まで連載された。
主人公は上京して人気漫画家を目指すが、難航しており、隣人の小学生に励まされる。2017年9月8日に単行本第一巻の発売を記念して、再現ボイスドラマが制作された。

## ストーリー
人気漫画家をめざす青年の近所に住む少女が挫折しそうになる主人公を励ます交流を描く。

## 登場人物
おにーさん
本作の主人公。漫画家を目指す冴えない青年。20歳過ぎ。
メンタルが弱く、その都度あまえに癒されることで立ち直る。あまえが好きで、漫画家として成功した暁には結婚したいと思っている。
あまえ
声 - 降幡愛
本作のヒロイン。おにーさん宅の隣に住む少女。小学6年生。
小学生離れした発育のよさを誇り、胸は推定Dカップ以上。その上、挫けそうになったおにーさんをいつも優しく励ますなど母性的。
安貝まとも
あまえの同級生。ややS気味の女子。あまえのことを色々気にかけており、おにーさんを甘やかすことを余り良く思っていない。胸は小学6年生相応の貧乳。
尾床あさり
あまえの同級生。かなりモテるようで年上の男との恋愛を望んでいる。あまえとおにーさんが恋人同士だと誤解している。「～～だよ」が口癖。あまえには遠く及ばないものの、小学生としては胸の発育は早く、そこそこ大きめ。
可成夢句
警官。しかしあまりにも無垢すぎてあまえとおにーさんとの関係をおままごとと勘違いしている。

## 書誌情報
- ちると 『とっても優しいあまえちゃん！』 KADOKAWA〈ドラゴンコミックスエイジ〉、全4巻
  1. 2017年9月8日発売、ISBN 978-4-04-072439-3
  2. 2018年1月9日発売、ISBN 978-4-04-072601-4
  3. 2018年4月9日発売、ISBN 978-4-04-072670-0
  4. 2018年7月9日発売、ISBN 978-4-04-072772-1